# Beypazarı (district)
Beypazarı is een Turks district in de provincie Ankara en telt 46.884 inwoners (2007). Het district heeft een oppervlakte van 1814,4 km². Hoofdplaats is Beypazarı.
De bevolkingsontwikkeling van het district is weergegeven in onderstaande tabel.
| 1997   | 2000   | 2007   |
| ------ | ------ | ------ |
| 47.628 | 51.841 | 46.884 |

## Panorama

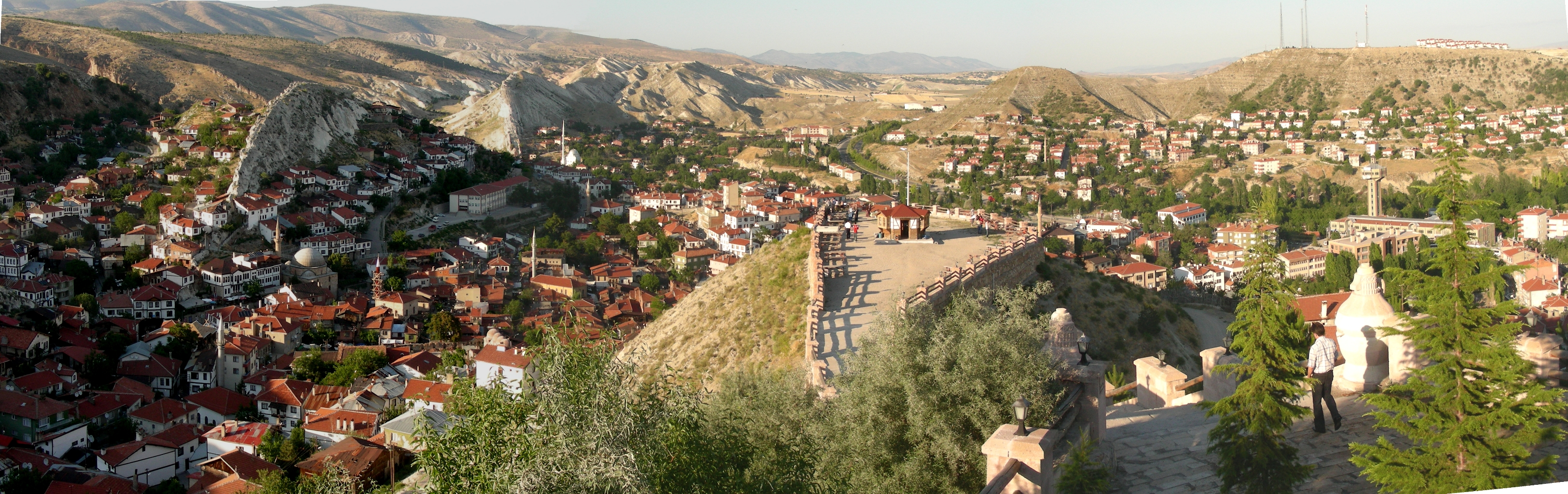
Panorama vanaf de heuvel Hıdırlık